# Réserve écologique de la Tourbière-de-Shannon
Die Réserve écologique de la Tourbière-de-Shannon (Schutzgebiet des Moores von Shannon) ist ein im Jahr 2011 eingerichtetes, 168,77 ha großes Schutzgebiet im Süden der kanadischen Provinz Québec in der regionalen Grafschaftsgemeinde La Jacques-Cartier. Archäologisch wurde das Gebiet bisher nicht untersucht. Der Managementplan für die Réserve wurde 2008 vorgelegt.

## Lage
Das Schutzgebiet liegt etwa 30 km nordwestlich von Québec in der Verwaltungsregion Capitale-Nationale auf dem Gebiet der Gemeinde Shannon. Insgesamt umfasst das Moor eine Fläche von 250 ha, davon stehen zwei Drittel unter strengem Schutz.

## Aufgabe
Das Schutzgebiet des Moores von Shannon, das sich in einem ausgezeichneten Erhaltungszustand befindet, repräsentiert vor allem die Flora und Fauna, die für die Moore der Region kennzeichnend ist, genauer gesagt für die nährstoffärmeren Bogs des District écologique des Basses collines du lac Saint-Joseph in den mittleren Laurentiden, also des ökologischen Schutzgebietes, das sich in den Hügeln um den Lac Saint-Joseph befindet. Dieser Moortyp wird nur durch Regen und Schnee mit Wasser versorgt.

## Geologie
Mit dem Rückzug der Gletscher nach Norden drang vor etwa 12.500 Jahren der Atlantik in das Gebiet des unteren Sankt-Lorenz-Stroms vor. Vor etwa 9500 Jahren verschwand das Champlainmeer und der Strom nahm seinen heutigen Verlauf. Dort wo Laurentiden-Berge und Champlain-Meer aufeinanderstießen, befindet sich heute das Shannon-Moor im mehrere Quadratkilometer großen Delta des Jacques-Cartier-Flusses. Dessen Schwemmboden dominiert daher die Region, der eigentliche Moorboden ist etwa 30 cm dick. Im Sommer bringt nur der Regen Mineralien ein, im Winter liegt das Moor unter Schnee und Eis.

## Flora
Der Boden ist recht sauer (pH-Wert 3,5 bis 4,6), wobei die Säure auch durch Torfmoose eingetragen wird. Der überwiegende Teil besteht aus Moorboden, im Westen befinden sich allerdings nacheiszeitliche Sanddünen, auch wenn sich dort Moose finden. Die Grau- oder Weiß-Erle (Alnus incana) der Unterart Alnus incana ssp. rugosa ist häufig auf den Dünen anzutreffen, die von einer bis zu 15 cm dicken Schicht organischen Materials bedeckt sind, vielfach aber auch frei liegen.
Die Moose gehören überwiegend zu den Gattungen der Widertonmoose (Polytricha) und der Dicranaceae. Farne existieren nicht im Moor.

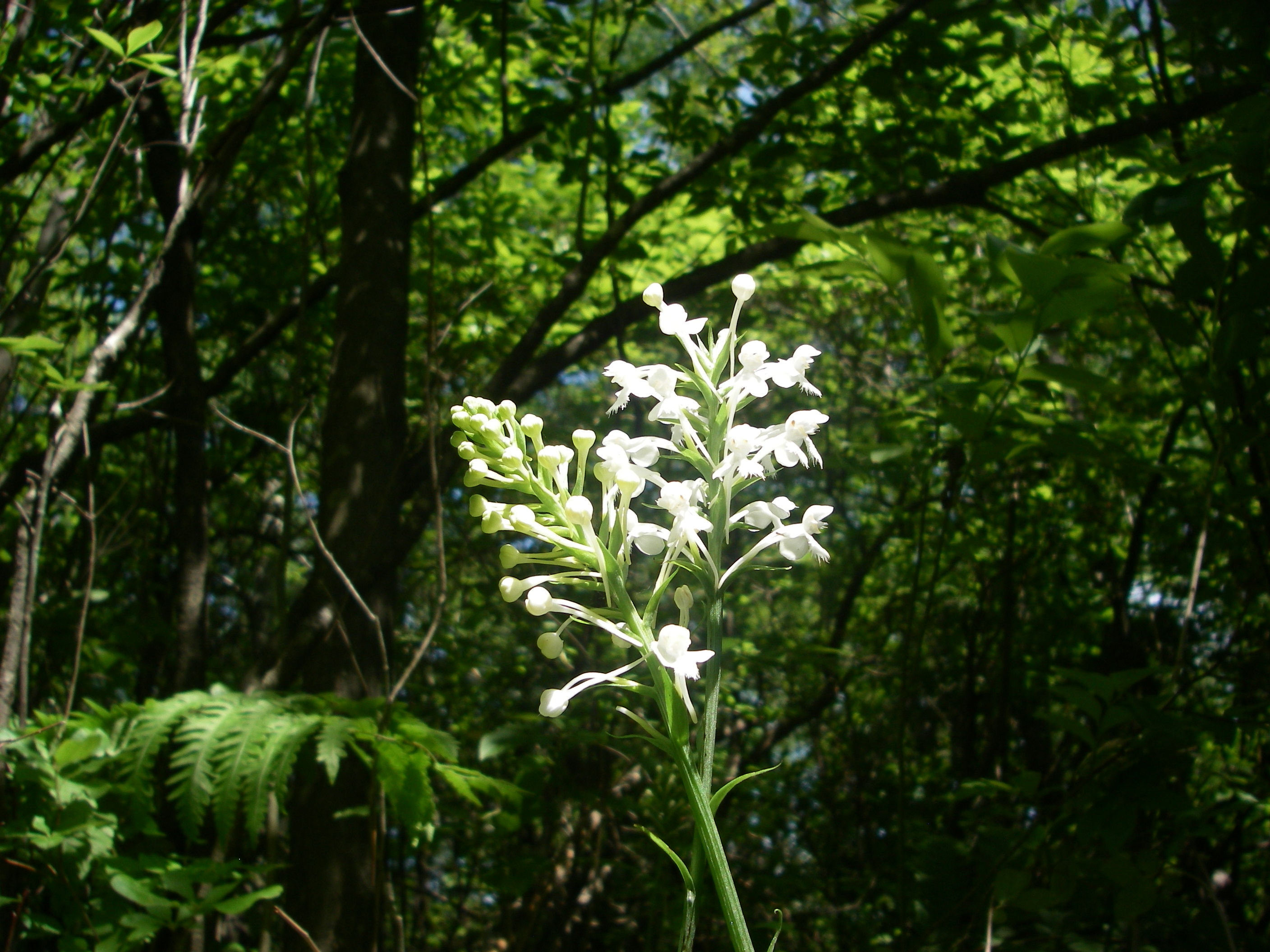
Platanthera blephariglottis

Zwei bedrohte Orchideenarten kommen im Shannon-Moor vor, nämlich die dort als Platanthère à gorge frangée bezeichnete Platanthera blephariglottis var. blephariglottis und die listère australe bzw. Listera australis. Erstere gehört zur Gattung der Waldhyazinthen, letztere zur Gattung Zweiblatt. Von der Waldhyazinthenart wurden etwa tausend Exemplare gezählt. Vom Zweiblatt wurden etwa 500 registriert, womit dieser Standort der zweitgrößte der Provinz ist. Die Listera wurden nach dem englischen Naturforscher und Arzt Martin Lister (1638–1712) benannt. Sie bevorzugt von Bäumen oder Büschen geschützte Standorte, vornehmlich solche, die nach Süden weisen.

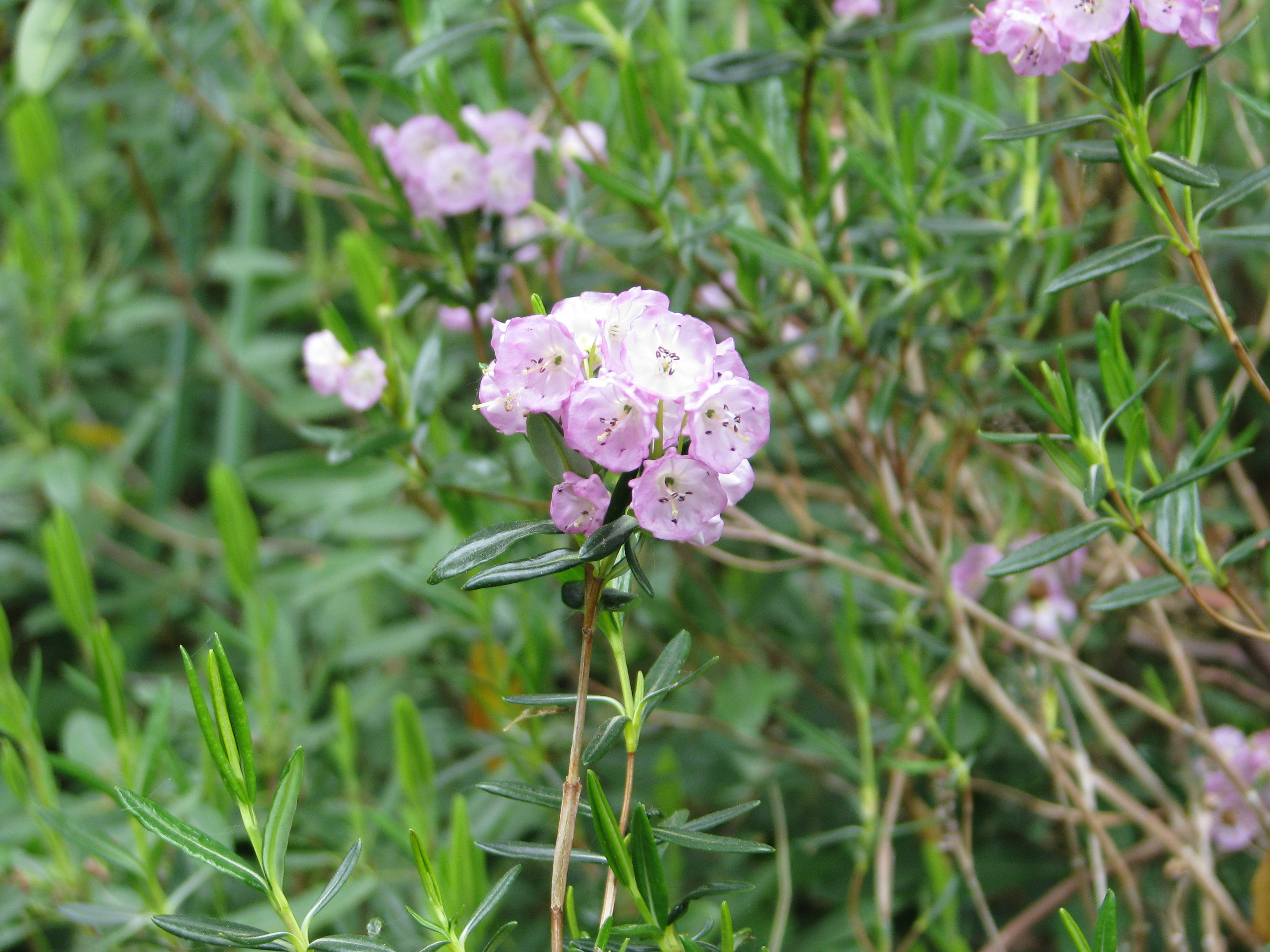
Kalmia polifolia

Ansonsten findet man aus der Familie der Heidekrautgewächse Kalmia polifolia und Kalmia angustifolia aus der Gattung der Lorbeerrosen, dann Torfgränke (Chamaedaphne calyculata) und Grönländischer Porst (Rhododendron groenlandicum), aus der Familie der Sauergrasgewächse vor allem Carex oligosperma aus der Gattung der Seggen, Eriophorum virginicum aus der Gattung der Wollgräser, der auch das Scheiden-Wollgras (Eriophorum vaginatum) und das Schmalblättrige Wollgras (Eriophorum angustifolium) angehören. An Bäumen finden sich Schwarz-Fichte (Picea mariana) und Ostamerikanische Lärche (Larix laricina).

## Fauna

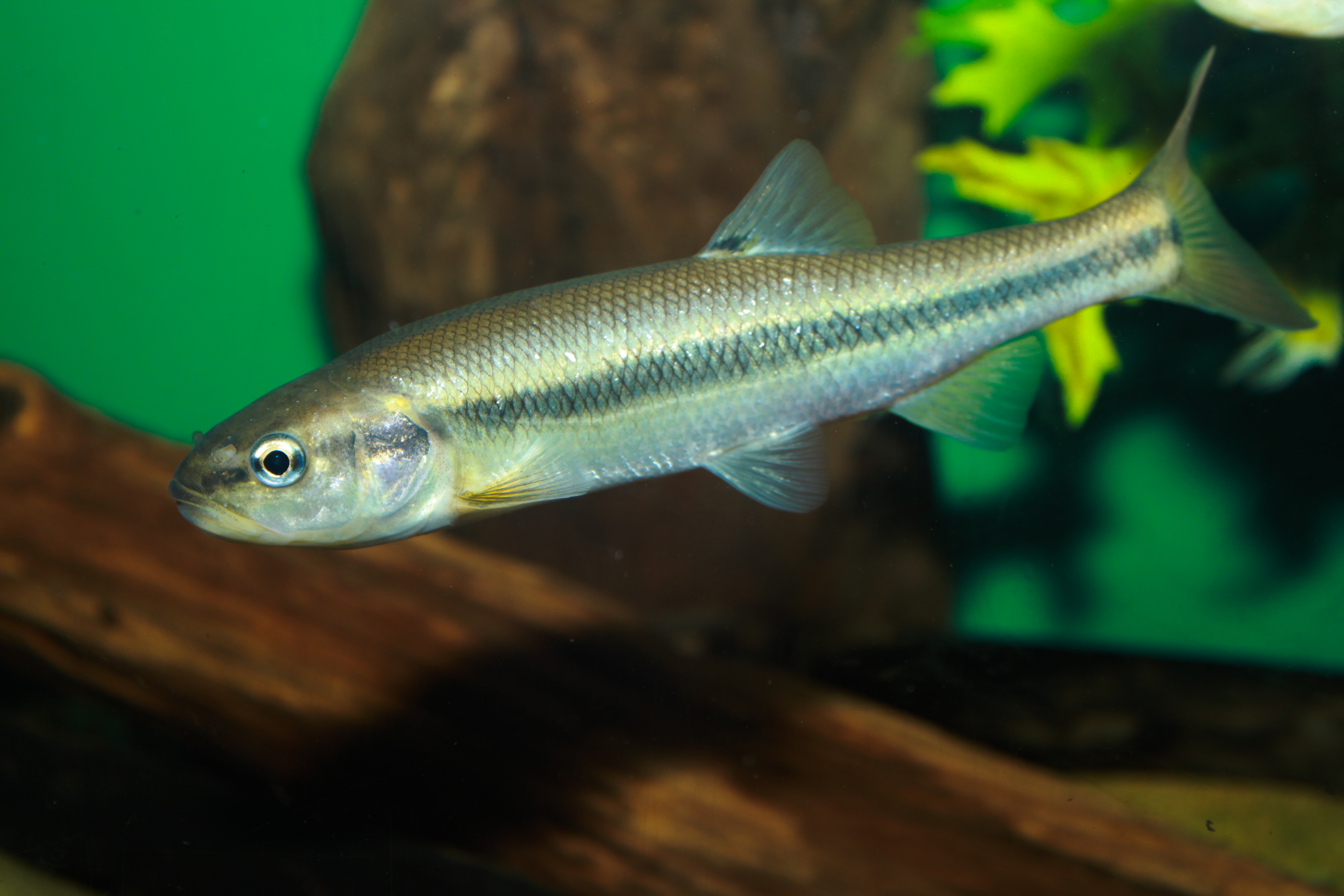
Creek chub aus der Familie der Karpfenfische

Die Fauna ist noch weitgehend unerforscht. Der Biber ist an den Dämmen erkennbar, gesichtet wurden Schwarzbären, Elche und Weißwedelhirsche. An Fischen findet man Bachsaibling (Salvelinus fontinalis), Semotilus atromaculatus, auch Creek chub genannt, und der als Lake chub bezeichnete Couesius plumbeus, die zur Familie der Karpfenfische gehören, sowie Catostomus commersoni aus der Familie der Saugkarpfen. In der weiteren Region sind 137 Vogelarten bekannt, dazu einige Vorkommen von Schildkröten.